# Helen Graham (bowls)
Helen Graham là một cựu vận động viên bowl quốc tế đến từ Zambia.
Helen Graham bắt đầu chơi bowling vào năm 1978 sau khi nhập cư vào đó trong cùng năm đó, cô đã giành được giải đơn quốc gia và Giải đấu sáu quốc gia châu Phi.
Cô đã giành được huy chương đồng trong các cặp tại Giải vô địch bowl thế giới ngoài trời năm 1992 ở Ayr với Margaret Hughes. Cô cũng đã tham gia hai Đại hội Thể thao Khối thịnh vượng chung vào năm 1990 và 1994.